# Athlon Ieper
BBC Athlon Ieper was een Belgische basketbalclub, die succesvol was in de jaren 1970 en '80.

## Geschiedenis
De eerste Ieperse club, opgericht op 14 oktober 1946 met stamnummer 230, had de naam Basket Ball Club Ieper. In 1952 kwam er een tweede club J.S.P. Ieper (Jeugd Sint-Pieter, stamnummer 637), Athlon Ieper kwam er op 14 juni 1954 (Athletiek en basketbalvereniging der firma Picañol, stamnummer 1075)
In 1954 werd ingeschreven voor het officieel kampioenschap in 3e provinciale afdeling met oranje-zwart als clubkleuren. Athlon zou later boven de andere twee uitgroeien De promotor in die tijd was de heer Bernard Steverlynck van de firma Picanol. Vier jaar later (1958) behaalde Athlon zijn eerste titel en twee jaar daarna, in het seizoen 1959-1960, promoveerde de club naar eerste provinciale, na een testmatch tegen Oostkamp Merels.
In juni 1960 smolten BBC Ieper en Athlon Ieper samen. De nieuwe club BBC Athlon Ieper speelde eveneens in oranje-zwart en sloot het seizoen 1960-1961 met een titel af. Promotie naar 4e nationale was een feit.
Een nieuwe sportzaal in de Crescendostraat ('de Bernard Steverlynckhalle') werd in gebruik genomen. Twee seizoenen later, in 1964, stak de club weer een titel op zak en dat gebeurde met de eerste Amerikaanse gastspeler in België: Rex Hughes (1m93).
Manager-coach Ivan Lambeets, de stichter van BBC Athlon Ieper, zorgde door zijn Amerikaans netwerk voor deze aanwerving. Na enkele maanden keerde Rex Hughes onder invloed van de vele tegenkantingen van andere clubs terug naar de Verenigde Staten. Ook in 1964, de club was amper tien jaar oud, drong Athlon als vierde nationaler door tot de finale van de Beker van België (verlies tegen Racing Mechelen).
Het jaar daarop in het seizoen 1965/66 werden ze verslagen in de halve finale.
In het seizoen 1966-1967 kwam Terry Kunze (1m93) de ieperlingen versterken, het seizoen erna 1967-1968 waren dat Mel Northway en Larry Meek (2m00), waardoor de titel in derde nationale A een feit was. Het daaropvolgende seizoen (1968-1969) dankzij Frank Nightingale (2m00)promoveerde het team naar de eerste klasse . Ook de deelname voor de beker van België was geslaagd, BBC Athlon Ieper kwam in de halve finale uit tegen landskampioen Racing Bell Mechelen (eindscore 94-97).
Athlon kon dankzij de sponsorgelden van Beaulieu en Bang & Olufsen investeren in het team.
Seizoen 1974/75 bracht echter de degradatie mee. Niet voor lang echter, want na het seizoen 1976/77 verscheen Athlon terug in de eerste klasse. In de periode 1977-1978 verving Frank Gugliotta, shotter, Phil Fyler. De heropleving duurde maar een paar seizoenen want in 1980 volgde opnieuw de degradatie, de neergang was begonnen met het dieptepunt tot in derde klasse (seizoen 1982/83).
Intussen werd gestaag aan de heropbouw gewerkt. Via een eindronde tegen Wasmuel en Zonhoven promoveerde Athlon tijdens het seizoen 1987/88 opnieuw naar 2°Nationale. Ook werd CUVA Houthalen (1°Nationale) verslagen in de beker. Het seizoen 1988-1989 werd afgesloten op een 11de plaats. Met het opstellen van enkele talentrijke spelers werd tijdens het seizoen 1990/91 begonnen met de opbouw met als doel de promotie, deze werd verwezenlijkt in het seizoen 1991/92
Na een play-off duel met Cuva Houthalen degradeerde Athlon opnieuw naar tweede klasse. Voor het seizoen 1995/96 eindigde de club op een derde plaats. In het seizoen 1996/97 trekt men de kaart van de jeugd en sluit men het seizoen af in de middenmoot.
Flanders Language Valley (FLV), bakermat van het Ieperse bedrijf in spraaktechnologie 'Lernout & Hauspie Speech Products N.V., kondigde zich aan als ambitieuze hoofdsponsor. Na een spannende eindstrijd met Saint-Louis Liége promoveerde Athlon opnieuw naar het hoogste niveau in het seizoen 1997/98 . Dankzij de nieuwe hoofdsponsor FLV startte Athlon FLV tijdens het seizoen 1998-1999 met een ambitieus driejarenplan dat moest eindigen in het behalen van een Europees ticket. Athlon sloot het seizoen echter af met een 9e plaats.
In het seizoen 1999/2000 eindigde Athlon op de voorlaatste plaats. Voor het seizoen 2000/01 werd de hele ploeg plus omkadering van RBT Antwerpen naar de Westhoek gehaald. Men begon sterk aan het seizoen, door de problemen bij spraaktechnologiebedrijf 'Lernout & Hauspie Speech Products N.V. begon de Ieperse motor te sputteren, in de play-offs brak de veer, de sportieve droom bleek op financieel drijfzand gebouwd te zijn, L&H ging tenonder en ook Athlon Ieper werd meegesleurd in de val, men probeerde nog een doorstart te maken, maar de nodige geldbronnen werden niet gevonden, de opgebouwde schuldenberg fataal. Uiteindelijk leverde de club zijn stamnummer, de VZW BBB Athlon Ieper ging in vereffening, en werd in derde provinciale met de plaatselijke jeugd herbegonnen.

## Palmares
- Beker van België

Finalist (1x): 1964